# Liste der Biografien/Ceo
Liste der Biografien |
Portal Biografien |
Personensuche
# |
A |
B |
C |
D |
E |
F |
G |
H |
I |
J |
K |
L |
M |
N |
O |
P |
Q |
R |
S |
T |
U |
V |
W |
X |
Y |
Z |
?
 
Ca |
Cb |
Cc |
Ce |
Ch |
Ci |
Cj |
Ck |
Cl |
Cm |
Cn |
Co |
Cr |
Cs |
Ct |
Cu |
Cv |
Cw |
Cy |
Cz
 
Cea |
Ceb |
Cec |
Ced |
Cee |
Cef |
Ceg |
Ceh |
Cei |
Cej |
Cek |
Cel |
Cem |
Cen |
Ceo |
Cep |
Cer |
Ces |
Cet |
Ceu |
Cev |
Cey |
Cez
Die Liste der Biografien führt alle Personen auf, die in der deutschsprachigen Wikipedia einen Artikel haben. Dieses ist eine Teilliste mit 14 Einträgen von Personen, deren Namen mit den Buchstaben „Ceo“ beginnt.

## Ceo

### Ceol
- Ceol, König von Wessex
- Ceolfrid († 716), Heiliger und Abt in Wearmouth und Jarrow
- Ceollach, irischer Bischof des angelsächsischen Königreichs Mercia
- Ceolmund, Bischof von Hereford
- Ceolmund, Bischof von Rochester
- Ceolnoth († 870), Erzbischof von Canterbury
- Ceolred († 716), König von Mercia
- Ceolwald, König von Mercia
- Ceolwald von Wessex, Prinz von Wessex
- Ceolwulf, König von Wessex
- Ceolwulf († 764), Heiliger, König von Northumbria
- Ceolwulf I. von Mercien († 823), König von Mercien (821–823)
- Ceolwulf II. von Mercien, König von Mercien (873–879)Ceolwulf II. von Mercien

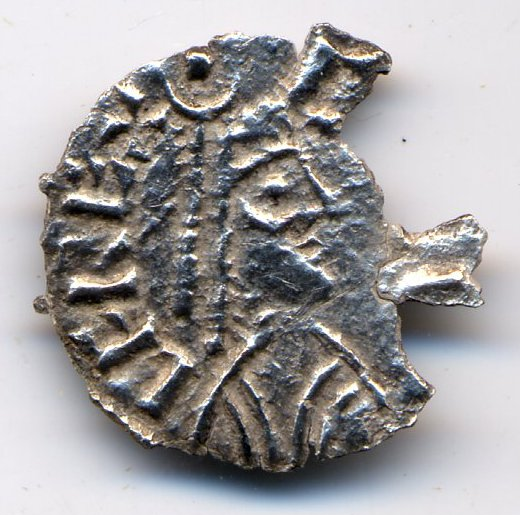
Ceolwulf II. von Mercien

### Ceor
- Ceorl, König des angelsächsischen Königreiches Mercia